# 伊利恰农村居民点 (尼古拉耶夫斯克区)
伊利恰农村居民点（俄语：Ильичевское сельское поселение）是俄罗斯联邦伏尔加格勒州尼古拉耶夫斯克区所属的一个农村居民点。其下辖有2个居民点，行政中心为普季伊利恰。据2016年统计，该农村居民点的人口为1580人。